# Piraten am Todesfluß
Piraten am Todesfluß (Originaltitel: The Pirates of Blood River) ist ein 1961 gedrehter, britischer Abenteuer- und Piratenfilm aus der Hammer Films-Produktion. Kerwin Mathews und Christopher Lee spielen die beiden Hauptrollen unter der Regie von John Gilling.

## Handlung
Auf einer Karibikinsel haben sich im 17. Jahrhundert eine Reihe von in ihrer einstigen Heimat Frankreich verfolgten Hugenotten niedergelassen. Hier führt Jason Standing, der Anführer des Ältestenrats, ein straffes Regiment und duldet keinen Verfall von Sitte und Moral. Sein Sohn Jonathon Standing ist da viel liberaler und hat eine Affäre mit Margaret Blackthorne, einer verheirateten Frau, die von ihrem Mann brutal misshandelt wird. Damit gerät er in Konflikt mit den vor Ort herrschenden Moralgesetzen und wird dazu verurteilt, in einer Strafkolonie Zwangsarbeit in einer Mine abzuleisten. Nach Monaten der harten Fron kann Jonathon fliehen, gerät aber wenig später in die Fänge einer Piratenbande, die mit harter Hand von dem furchterregenden, eine Augenklappe tragenden Kapitän LaRoche angeführt wird. Dieser hat sich mit seinem Piratenfloß auf dem titelgebenden Todesfluss ins Landesinnere vorgewagt. LaRoches Leute zwingen Jonathon, sie in sein Heimatdorf zu führen, denn das Leben eines Piraten bedeutet in erster Linie Plünderung, Verschleppung und Brandschatzung. LaRoche hofft, irgendetwas Wertvolles in dem gottverlassenen, kleinen Marktflecken zu finden und stehlen zu können.
Das Dorf ist nicht ganz wehrlos, man ist auf Piratenüberfälle vorbereitet. Holzpalisaden umschließen den Ort und machen ein Eindringen nicht eben leicht. Auch sind die Bewohner nicht ganz so wehrlos wie gedacht, sondern verfügen über Pistolen und Gewehre. Mit seinen lediglich rund zwanzig Piraten behauptet LaRoche jedoch, das Dorf leicht einnehmen zu können und droht den Bewohnern schlimmste Vergeltungsmaßnahmen an, sollte man die wilden Kerle nicht freiwillig einlassen. Es kommt zu kleineren Schusswechseln, bei denen vor allem Piraten fallen, während die Dörfler recht gut vorbereitet wirken. Lange können diese sich jedoch nicht halten, und unter den brutalen Piraten, darunter auch der bullige Brocaire, wird nun hinter den Palisaden geplündert und sich gegen die bislang hoch gehaltene Moral vergangen.
LaRoche ist sich sicher, dass die Bewohner vor ihm einen Schatz verbergen und geht mit aller Härte gegen die tapferen Hugenotten vor. Um den Druck auf die Bewohner zu erhöhen, befiehlt er seine Mannen, täglich zwei Dörfler hinzurichten. Tatsächlich gibt es einen Schatz in Gestalt einer überpinselten Statue aus purem Gold, die von Jason Standing versteckt gehalten wird. Doch trotz all des Terrors schweigt der Alte eisern und gibt dieses Versteck nicht preis. Sein Sohn sieht das anders und findet, dass all dies nicht die Vernichtung von Menschenleben wert sei, und so macht er sich auf eigene Faust auf die Suche nach dem Dorfschatz. Durch seine mutige Eigenmächtigkeit rettet er einige Leben vor denjenigen zurückbleibenden Piraten, die die Einwohner als Geiseln halten. Doch auf dem Rückweg mit den den Schatz abtransportierenden Piraten kommt es zur Konfrontation mit den nunmehr von dem tapferen Henry angeführten Dorfbewohnern, die den Piraten auf dem langen Fußmarsch zu ihrem Floß auf dem Todesfluss auflauern und die Schurken einen nach dem anderen dezimieren. Schließlich kommt es zum Zweikampf Henry gegen den Piratenkapitän-Stellvertreter Hench und Jonathon gegen Captain LaRoche, den natürlich die Guten gewinnen. Schatzbewahrer Jason Standing will auch nicht ganz unnütz herumstehen und stürzt sich, um das Piratenfloß fahruntüchtig zu machen, in den Todesfluss, der seinen Namen nicht zu Unrecht besitzt: In ihm lauern nämlich außerordentlich hungrige Piranhas …

## Produktionsnotizen
Piraten am Todesfluß wurde am 9. Mai 1962 in Dänemark (vermutlich) uraufgeführt. Die deutsche Erstaufführung war am 22. Juni 1962, die britische Premiere fand am 31. Juli 1962 in London statt.
Die Filmbauten kreierte Bernard Robinson.

## Kritiken
Der Movie & Video Guide befand, dass der Film eine „ernsthafte aber abgedroschene“ Geschichte biete.
Halliwell’s Film Guide sah in dem Film einen „angemessenen Mantel-und-Degen-Film.“

„Buntbewegtes Abenteuerkino nach den Klischees des Genres.“